# Grafaan

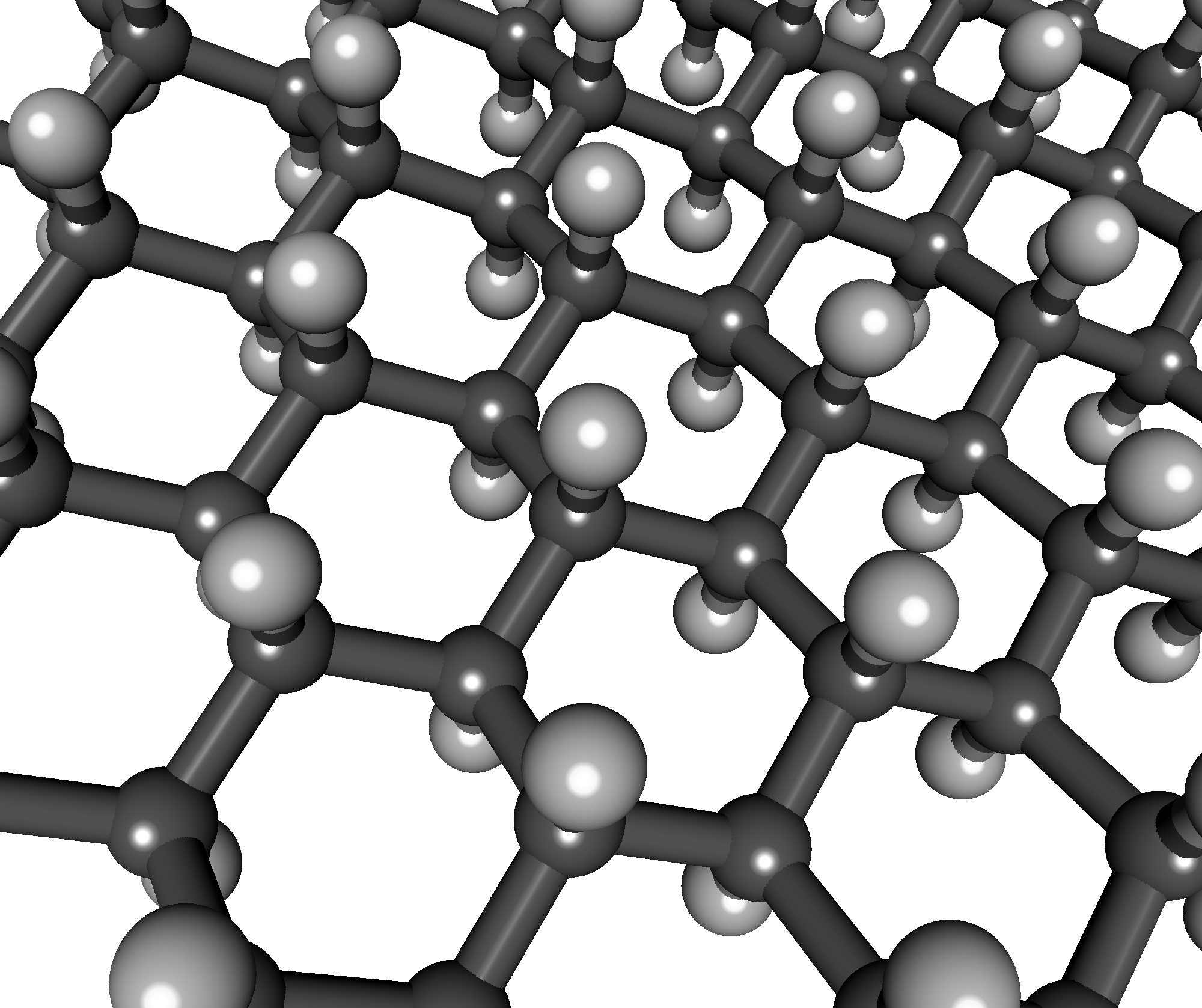
Grafaan

Grafaan is een tweedimensionaal netwerkpolymeer van koolstof en waterstof met de verhoudingsformule (CH)n waarbij n een groot getal is. De koolstofatomen in grafaan zijn sp3-gehybridiseerd en hebben een tetraëdrische configuratie. Dit in tegenstelling tot grafeen, waarin de koolstofatomen een vlakke configuratie hebben en sp2-gehybridiseerd zijn. Grafaan is dus het tweedimensionale analogon van diamant. Grafaan is met waterstof verzadigd (gehydrogeneerd) grafeen. De synthese van grafaan werd in 2009 voor het eerst gerapporteerd.
De volledige hydrogenering aan beide zijden van een grafeenlaag resulteert dus in grafaan, maar gedeeltelijke hydrogenering leidt tot een onverzadigd soort gehydrogeneerd grafeen.
Als grafeen op een kwarts-laag ligt, wordt bij hydrogenering aan één grafeenkant de hexagonale symmetrie bewaard in het grafaan. Deze één-zijdige hydrogenering van grafeen is mogelijk door de aanwezigheid van plooien in het grafeen. Omdat deze willekeurig verspreid zijn, verwacht men dat het verkregen grafaan een ongeordend materiaal is, in tegenstelling tot tweezijdig grafaan. Bij verhitting laat het waterstof weer los en ontstaat er weer grafeen.
Men heeft gepostuleerd dat p-gedoteerd grafaan een hoge-temperatuur-supergeleider zal zijn met een Tc boven 90 K.